# Публий Габиний Капитон
Публий Габиний Капитон (на латински: Publius Gabinius Capito; † 5 декември 63 пр.н.е.) e съучастник на Катилина.

## Биография
Произлиза от плебейската фамилия Габинии. Син е вероятно на Публий Габиний Капитон (претор 89 пр.н.е.).
През 63 пр.н.е. участва в заговора на Катилина и планува да убие Цицерон. Вероятно е споменаваният Гай Габиний Кимбер.
През нощта срещу 3 декември 63 пр.н.е. той е арестуван заедно с Лентул, Луций Статилий, Цетег и Марк Цепарий. На сутринта на 3 декември 63 пр.н.е. Цицерон свиква бързо Сената в храма на Конкордия, където заловените са разпитвани и на 4 декември. На 5 декември след дълги дебати Сенатът решава те да бъдат екзекутирани и вечерта присъдата е проведена.